# Merla collroja
La merla collroja (Turdus rufitorques) és un ocell de la família dels túrdids (Turdidae).

## Hàbitat i distribució
Habita el bosc mixte, selva pluvial i pastures de les muntanyes de l'estat mexicà de Chiapas, Guatemala, El Salvador i el centre d'Hondures.